# Heliophanus menemeriformis
Heliophanus menemeriformis är en spindelart som beskrevs av Embrik Strand 1907. Heliophanus menemeriformis ingår i släktet Heliophanus och familjen hoppspindlar. Inga underarter finns listade i Catalogue of Life.